# بونيا
بونيا هي عاصمة إدارة إيتوري المؤقتة بجمهورية الكونغو الديمقراطية وهي مركز رئيسي في نزاع إيتوري.